# 古尔班乌兰好来
古尔班乌兰好来，位于中华人民共和国内蒙古自治区巴彦淖尔市乌拉特中旗西北部的一条干河，属阿尔沙土沟水系，发源于乌拉特中旗川井苏木乌里音霍托勒山，蜿蜒向北偏西流至霍恩格勒其格转东北流，于巴音乌兰苏木查干淖尔以西从左岸汇入阿尔沙土沟。河长89.8千米，流域面积1525.69平方千米，河道平均比降3.73‰。全河均为干河，下游河床不明显。